# James Burton
James Burton (1788-1862), anteriorment James Haliburton, va ser un dels primers egiptòlegs britànics. Va treballar en una sèrie de jaciments arqueològics al llarg d'Egipte, però sobretot a la Vall dels Reis.

## Vida
James Burton va ser el segon fill de James Haliburton, que va canviar el seu cognom pel de Burton, de Mabledon, Tonbridge. Va ser educat al Trinity College, Cambridge. Entre 1815 i 1822 Burton va treballar per a l'arquitecte Sir John Soane i va viatjar a Itàlia amb el seu secretari, Charles Humphreys, on va conèixer als egiptòlegs Sir John Gardner Wilkinson, Edward William Lane i Sir William Gell En 1822, malgrat no tenir coneixement mineralògics, va ser convidat per Muhàmmad Alí Paixà per treballar com a mineralogista en el Servei Geològic d'Egipte. Se'n va anar el 1824 i va començar a investigar els antics monuments d'Egipte. En 1825, va viatjar al sud del Nil i va fer estada a Abu Simbel. Va passar diversos mesos a Tebes, va excavar a Medinet Habu, Karnak i en diverses de les tombes a la Vall dels Reis. Durant aquesta temps va entrar a KV5, però només va explorar parcialment les primeres cambres.
Entre 1825 i 1828 Burton va publicar un volum d'inscripcions jeroglífiques. De 1825-1834 poc se sap de les seves activitats, però el 25 desembre de 1835 Burton va tornar a Anglaterra amb diversos animals, servents i esclaus inclosos Andreana, una esclava grega que havia estat comprada per ell uns anys abans a Egipte i amb qui es va casar posteriorment. Com a conseqüència d'aquest matrimoni la seva família el va desheretar.
Els seus dibuixos i plànols dels antics monuments egipcis segueixen sent útils, ja que es poden comparar amb l'estat dels jaciments arqueològics a l'Egipte actual. Durant els seus anys a Egipte Burton va anar aplegant antiguitats egípcies, la majoria de les quals van ser subhastades a Sotheby's en 1836 per pagar els seus deutes. L'únic element de la seva col·lecció que no va ser subhastat fou una mòmia i taüt, ara al Museu de Liverpool.
Cap de les exploracions de Burton no van ser publicades, però els seus quaderns i esbossos van ser donats al Museu Britànic després de la seva mort.
James Burton va morir a Edimburg en 1862, i va ser sepultat amb l'epitafi "un gelós investigador d'Egipte, del seu llenguatge i de les seves antiguitats."